# エクセルエイド少額短期保険
エクセルエイド少額短期保険株式会社（エクセルエイドしょうがくたんきほけん）は、2006年8月に設立された日本の会社である。
翌年2007年6月には、関東財務局長（少額短期保険）第3号として登録、糖尿病有病者に特化した保険商品の販売を開始。　
糖尿病と歯周病との間に強い関連性があることに着目し、2010年2月、歯周病の通院・手術の保障などを加えた、歯周病保障付き糖尿病保険を発売した。2015年9月には、保険料定額型のフラットシリーズ（糖尿病保険フラット、普通保険フラット）を開発・発売した。また、2016年4月には、昨今の終活ブームに併せ、保障の単位をより細かく設定した、ミニシリーズ（糖尿病保険ミニ、普通保険ミニ）を開発・発売した。
商品の販売は、ネットからの直接申込（スマホ・パソコン）、資料請求者へのテレマーケティング、全国の代理店網がある。近年はネットからの申込が急増し、特にスマートフォン経由での申し込みが、その簡便性から人気を博している。
また、2017年8月には生命保険会社初の証券レスサービスを開発・導入（現在は、原則、証券発行としている）。
2023年4月1日あんしん少額短期保険株式会社と合併。

## 糖尿病有病者向け保険 開発の背景
2002年厚生労働省の糖尿病実態調査報告で日本全国の糖尿病有病者数は糖尿病予備軍を含め1,620万人であったが、2007年国民健康・栄養調査によると、その数は2,210万人と報告されており、国家的医療対策が強く望まれているにもかかわらず、糖尿病有病者数は増加の一途をたどっている。これに伴い、有病者本人あるいは家族の経済的負担も益々増加傾向であると言える。保険業界ではこれまで、「糖尿病になると保険に入れない」と言われており、糖尿病に真正面から向き合った保障は存在しなかった。特に1型糖尿病については、小児期に発症することが多いため、家族や本人が医療費負担を抱え無保険のまま成人し社会に出ることになる。糖尿病の合併症は、3大合併症と言われる糖尿病性網膜症や糖尿病性神経障害、糖尿病性腎症などに加え、心筋梗塞や脳梗塞などの死亡率が高い疾病もあり、保障が求められている。

## 会社概要
- 【商号】エクセルエイド少額短期保険株式会社
- 【英文名】Excel Aid Small Amount & Short-term Insurance Co.,Ltd.
- 【少額短期保険業者登録番号】関東財務局長（少額短期保険）第3号
- 【設立】2006年8月26日
- 【代表】石原 尚樹
- 【資本金】4億3,020万円　（2022年3月末日現在）
- 【本社所在地】東京都新宿区早稲田鶴巻町534番地